# 高雄捷運シタディス電車

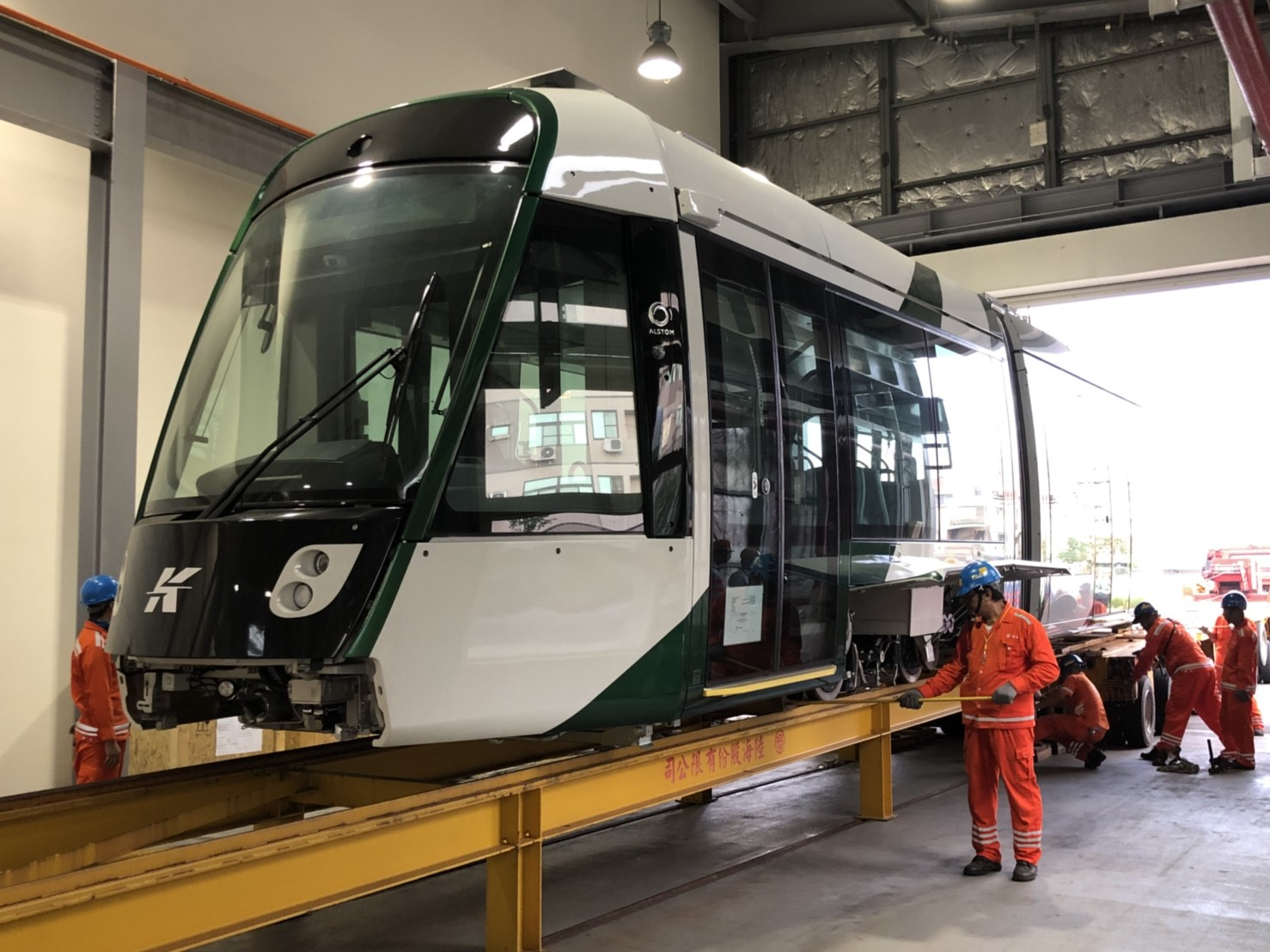
前鎮機廠に納入された電車（2018年9月）

高雄捷運シタディス電車（たかおしょううんシタディスでんしゃ）は台湾で高雄捷運の高雄ライトレール（環状軽軌、LRT環状線）で運行される超低床路面電車。

## 概要
LRT二期の増備分として15編成の追加入札が行われ(p25)、2017年1月にアルストム・中国鋼鉄連合が一期でUrbosを納入したスペインのCAFを破り同社の超低床電車のブランドであるシタディス X-05シリーズのうち3台車5車体の305系列が採用された。二期事業の車両調達費用30億ニュー台湾ドル（NT$）のうち、中央政府補助は15.35億NT$(p25)。
第1編成は製造されたラ・ロシェル工場からアントワープへ陸送され、そこから基隆港への海上輸送を経て、2018年9月5日に高雄市の前鎮機廠に搬入され、同月末に二期区間での試運転を開始した。
その後第2編成が12月13日に、以降は2019年6月末に最後の第11編成が搬入された。
台湾では台北捷運VAL256（マトラ）以来のフランス製車両の調達となる。
納入以後は建設中の二期区間で試運転を繰り返していたが、2019年9月より既存開業区間でも夜間試運転を開始した。
1期区間におけるCAF仕様の制御システムとの整合性試験を経て、2020年11月2日より既存開業区間での運用を開始。

## 仕様
シタディスの5連節車体3台車仕様305型をベースに、同社の急速充電システムを追加し、駅間が全線無架線の高雄ライトレールに対応。黒主体の外観などを除き、機器仕様は先代Urbosに限りなく近づけている。 
Ixège Evolutionはそれまでの超低床電車で主流だった車軸なし独立台車モデルではなく車軸のあるタイプで、構造の簡略化が保守性の向上と軽量化をもたらしている
架線レスについてはアルストムの従来のSRS（ground-based Static Charging　System、地表からの静的充電システム）ではなく、一期Urbosのニッケル水素キャパシタによるパンタグラフからの急速充電システムACRと仕様を揃えた同社のリチウムイオン式「Ecopack」が採用されている(p16)。キャパシタは1モジュールにリチウムイオン二次電池30セル、計48モジュールのパック2基を備え(p16)。、出力は出荷時が9kWhで、100万回放電後の残量でも7kWhの出力性能を確保している(p16)。Urbosと同じく駅停車時に次の停車駅までの走行電力の充電を20秒で可能としている。
Urbosと比較して、座席は編成全体で2席増加し、中央のスタンションポールは天井まで伸びず半身分の高さに、カードリーダーは両サイドのドア橫に変更され、1列車あたり6台に増やされている。また座席もFRPではなくモケット材が採用された。

### Urbosとの比較
台湾で初の事例である第1期Urbos 3との相違は以下の通り。
| 項目             | 第1期・Urbos 3                                        | 第2期・Citadis X-05 305                               |
| ---------------- | ----------------------------------------------------- | ----------------------------------------------------- |
| 製造             | CAF                                                   | アルストム                                            |
| 愛称             | 小緑緑                                                | 小黒                                                  |
| 全長             | 34,166 mm                                             | 33.4 m                                                |
| 全幅             | 2.65 m                                                | 2.65 m                                                |
| 全高             | 3.6 m                                                 | 3.6 m                                                 |
| 構成             | Mc1–S1–T–S2–Mc2                                       | M1–SC1–NP–SC2–M2(p26)                                 |
| 素材             | アルミニウム合金                                      | アルミニウム合金                                      |
| 無架線           | 全区間                                                | 全区間                                                |
| 電気方式         | DC750V                                                | DC750V                                                |
| キャパシタ       | ニッケル・水素充電池による                            | リチウムイオン                                        |
| 出力(p16)        | 8kWh                                                  | 9kWh                                                  |
| 台車             | 1,5両目は動力台車、2,4両目は無台車、3両目は無動力台車 | 1,5両目は動力台車、2,4両目は無台車、3両目は無動力台車 |
| 座席             | FRPx64                                                | モケットx66                                           |
| 編成定員         | 250                                                   | 250                                                   |
| IC乗車カード端末 | 4台                                                   | 6台                                                   |

## 配属
全数が前鎮機廠に配属される。